# Нова Игуасу
Нова Игуасу (порт. Nova Iguaçu) град је у Бразилу у савезној држави Рио де Жанеиро. Према процени из 2007. у граду је живело 830.672 становника.

## Становништво
Према процени из 2007. у граду је живело 830.672 становника.
| 1991.     | 2000.   |
| --------- | ------- |
| 1,297,704 | 920,599 |